# Anisozyga metaspila
Anisozyga metaspila là một loài bướm đêm trong họ Geometridae.